# RSA-DES-Hybridverfahren
Das RSA-DES-Hybridverfahren (abgekürzt RDH, engl. RSA-DES-hybrid) ist ein gemischtes (hybrides) Verschlüsselungsverfahren, bei dem das symmetrische Triple-DES- und das asymmetrische RSA-Verfahren zusammen eingesetzt werden.

## Verfahren
Für Anwendungen im Electronic Banking (siehe HBCI und FinTS) wird die zu übertragende Nachricht mit zwei Schlüsseln im Triple-DES-Verfahren verschlüsselt. Während einer der verwendeten Schlüssel von einem Sicherheitsmedium – Chipkarte (alle Sicherheitsprofile RDH1 bis RDH4) oder Schlüsseldiskette (nur RDH1 und RDH2) – gelesen wird, dient als zweiter Schlüssel eine Zufallszahl, die für jede Nachricht neu erzeugt wird. Dieser Einmalschlüssel wird (RDH3 und RDH4) auf eine Länge bis zu 2048 bit aufgefüllt (engl. Padding), mit dem öffentlichen Schlüssel (RSA) des Empfängers (im Homebanking ist dies die Bank) verschlüsselt und gemeinsam mit der Nachricht übertragen.

## Sicherheitsprofile
Bei Verwendung von RDH im Rahmen des HBCI-Sicherheitsverfahren werden vier Sicherheitsprofile RDH-1 bis RDH-4 beschrieben, die sich in einer Reihe von Parametern (RSA-Schlüssellänge, Padding, Hash-Funktion, Signaturalgorhitmus) unterscheiden. RDH-1 arbeitet mit einer Schlüssellänge von 708–768 bit, alle anderen Profile mit 1024–2048 bit. Für die empfohlenen Sicherheitsprofile RDH-3 und RDH-4 sind als Sicherheitsmedium ausschließlich Signaturkarten zugelassen.